# کولتون (کالیفرنیا)
کولتون (به انگلیسی: Colton) شهری در شهرستان سن برناردینو، کالیفرنیا ایالت کالیفرنیا است که در سرشماری سال ۲۰۱۰ میلادی، ۵۲۱۵۴ نفر جمعیت داشته است.